# Amy Okonkwo
Pour les articles homonymes, voir Okonkwo.
Amy Okonkwo, née le 26 août 1996 à Rancho Cucamonga (Californie), est une joueuse américaine et nigériane de basket-ball.

## Carrière
Après deux saisons à Samarat (2019-2021) et après avoir débuté celle de 2021-2022 à club Innova TSN Leganes (15,2 points, 4,6 rebonds et 1,1 passe décisive), Amy Okonkwo quitte l'Espagne pour rejoindre le club français de Saint-Amand.
Après une saison 2022-2023 en Israël sous les couleurs d'Haïfa, elle s'engage pour la saison suivant avec l'équipe française de Landerneau.
Sous les couleurs du Nigeria, elle dispute les Jeux de Tokyo pour des moyennes de 2,7 points et 1,0 rebond par rencontre et remporte l'Afrobasket 2021 pour des statistiques de 9,4 points, 4,2 rebonds et 0,4 passe décisive, ainsi que l'Afrobasket 2023.

### Club
- 2014-2015 :  Trojans de l'USC
- 2015-2019 :  Horned Frogs de TCU
- 2019-2021 :  CD Zamarat
- 2021-2022 :  Innova TSN Leganes
- 2022-2022 :  Saint-Amand Hainaut Basket
- 2022-2023 :  Maccabi Haïfa
- 2023-2024 :  Saint-Amand Hainaut Basket
- 2024-2025 :  Tango Bourges Basket

## Palmarès
- Médaille d'or au Championnat d'Afrique 2021
- Médaille d'or au Championnat d'Afrique 2023

## Distinctions personnelles
- MVP du Championnat d'Afrique féminin de basket-ball 2023[5]